# گنیس اکاستا

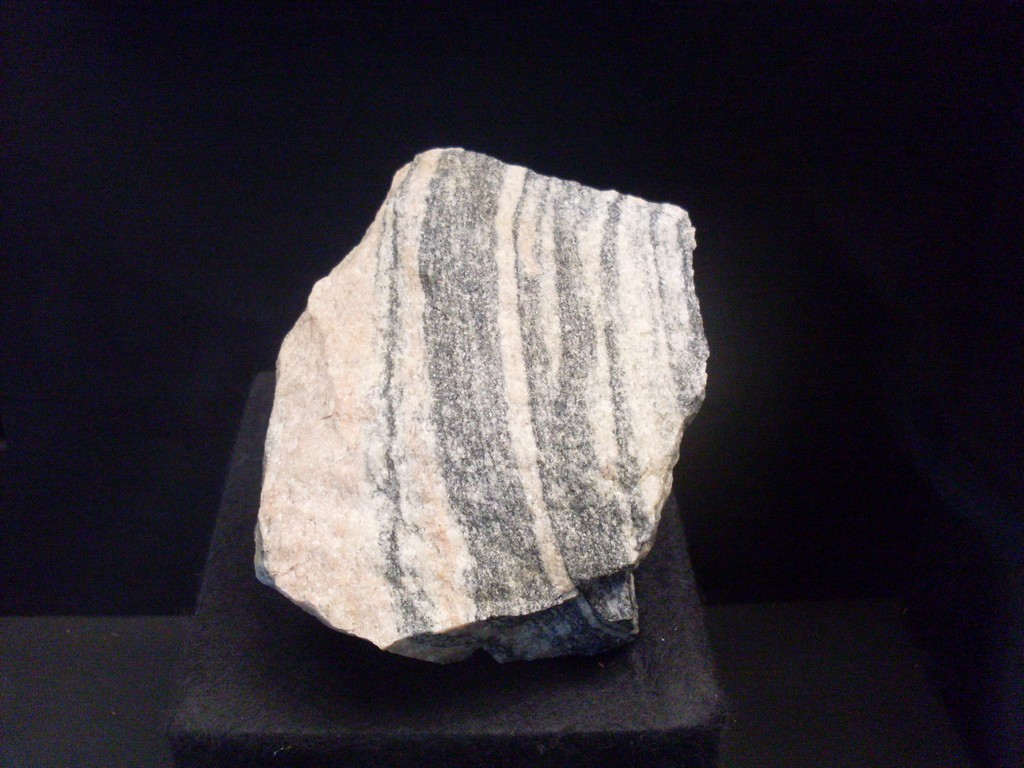
قطعه‌ای از آکاستا گنیس که در موزهٔ تاریخ طبیعی در وین به نمایش گذاشته شده‌است

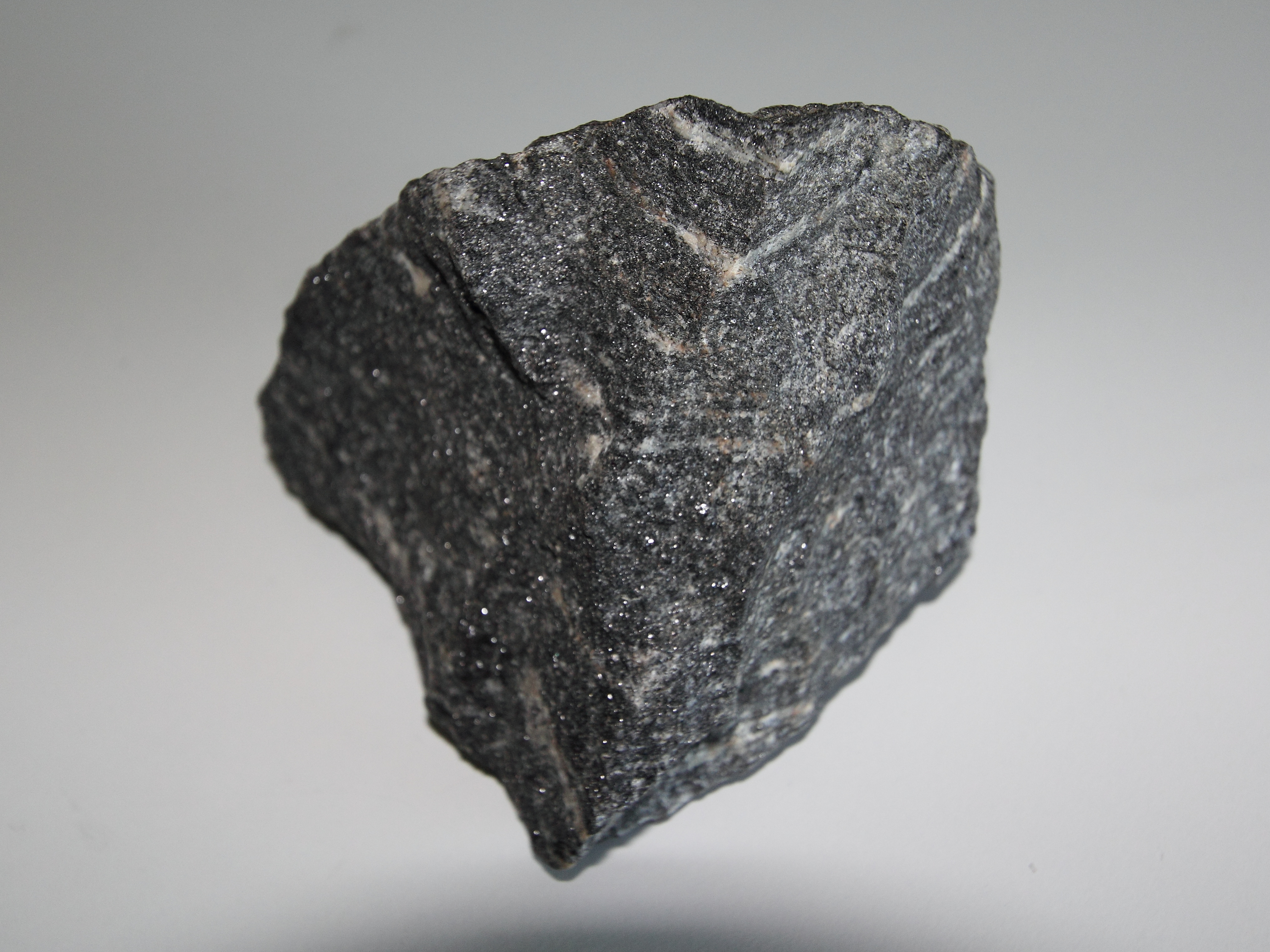
قطعهٔ دیگری از آکاستا گنیس (مجموعهٔ: اچ. مارتین، دانشگاه بلز پاسکال) فرانسه

گنیس اکاستا (انگلیسی: Acasta Gneiss) یک ژرف‌توده گنیس تونالیتی در کراتون برده در مناطق شمال غربی کانادا است. بدنهٔ سنگ در جزیره‌ای در ۳۰۰ کیلومتری شمال یلونایف قرار دارد. سنگ رخنمون ۳٫۵۸ تا ۴٫۰۳۱ میلیارد سال پیش دگرگون شد و قدیمی‌ترین قطعهٔ پوستهٔ دست‌نخوردهٔ شناخته شده روی زمین است.
توصیف نخست آن در سال ۱۹۸۹ ارائه شد و به دلیل «رودخانه آکاستا» در شرق دریاچه گریت بر (دریاچه خرس بزرگ) نامگذاری شد. رخنمون آکاستا در منطقه‌ای دورافتاده از سکونتگاه قوم مردمی تلیکو یافت می‌شود. این قدیمی‌ترین سنگ در معرض شناخته شده در جهان است.

## شکل‌گیری
سنگ دگرگونی آشکار شده در رخنمون قبلاً یک گرانیتوئید بود که ۴٫۰۳ میلیارد سال پیش شکل گرفت، سنی که بر اساس تاریخ‌سنجی رادیومتری بلورهای زیرکون در 4.031 Ga بوده‌است. آکاستا گنیس برای ایجاد تاریخ شکل‌گیری پوسته پوستهٔ اولیهٔ قاره‌ای دارای اهمیت بالایی است.